# Аль-Мааридж
Аль-Ма’а́ридж (араб. المعارج — Ступени) — семидесятая сура Корана. Сура мекканская.  Состоит из 44 аятов.

## Содержание
В этой суре — угроза неверующим Днём воскресения и устрашение тем, что он будет очень длинным и ужасным. В этой суре человек порицается за слабость и малодушие, проявляемые им во время беды и во время радости, за исключением тех, которых Аллах спас, наделив их богобоязненностью и благочестием. Они избавлены от подобной слабости.

 Просящий просил мучения, которые постигают ۝ неверующих. Никто не сможет предотвратить его ۝ вопреки Аллаху, Владыке ступеней. ۝ Ангелы и Дух (Джибрил) восходят к Нему в течение дня, равного пятидесяти тысячам лет. ۝ Прояви же красивое терпение. ۝ Они считают его далёким. ۝ Мы же видим, что оно близко. ۝ В тот день, когда небо станет подобно расплавленному металлу (или осадку масла; или кровавому гною), ۝ а горы станут подобны шерсти, ۝ родственник не станет расспрашивать родственника,  ۝ хотя они будут видеть друг друга. Грешник пожелает откупиться от мучений того дня своими сыновьями, ۝ своей супругой и своим братом, ۝ своим родом, который укрывал его, ۝ и всеми обитателями земли, чтобы затем спастись. ۝ Но нет! Это - Адское пламя, ۝ сдирающее кожу с головы, ۝ зовущее тех, кто повернулся спиной и отвернулся, ۝ кто копил и прятал. 
—  70:1—18 (Кулиев)